# 貝阿塔島
17°34′42″N 71°30′42″W / 17.57833°N 71.51167°W

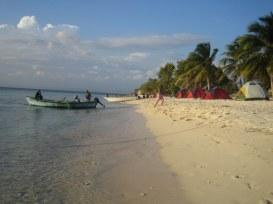

貝阿塔島（西班牙語：Isla Beata）是多明尼加共和國的島嶼，位於加勒比海，屬於大安地列斯群島的一部分，由佩德納萊斯省負責管轄，長9公里、寬4公里，面積27平方公里，島上無人居住。

## 外部連結
- nautilusproject.com
- La República Dominicana by José E. Marcano